# Así habló Zaratustra (poema sinfónico)
Así habló Zaratustra, op. 30 (título original en alemán Also sprach Zarathustra) es un poema sinfónico compuesto por Richard Strauss en 1896. El autor se inspiró en la obra homónima del filósofo Friedrich Nietzsche. El estreno tuvo lugar el 27 de noviembre de 1896 en Frankfurt y desde entonces ha formado parte del repertorio clásico.
La fanfarria inicial, titulada «Amanecer» en las notas al programa del compositor, alcanzó gran popularidad con su uso en la película 2001: Una odisea del espacio de 1968 de Stanley Kubrick. A esta célebre inclusión de Así habló Zaratustra en el cine, le siguieron muchas otras tanto en el ámbito cinematográfico y televisivo como en otros muy diversos.

## Historia

### Composición
Según Steninitzer las fechas de composición de la pieza son desde el 4 de febrero hasta el 24 de agosto de 1896. Se ha conservado hasta nuestros días una copia manuscrita de la partitura completa, que se encuentra en Garmisch. Conforme a Schuh, en dicha copia Strauss escribió: «Empezada el 4 de febrero de 1896, cumpleaños de mi amada Paula». Por su parte, Franz Trenner, autor del catálogo más reciente de Richard Strauss, proporciona la inscripción: «Empezada el 4 de febrero, completada el 24 de agosto de 1896, Múnich». En la correspondencia intercambiada con Cosima Wagner, Strauss informa oficialmente a Cosima acerca de su trabajo en un poema sinfónico que llevará por título Also sprach Zarathustra. En su contestación Cosima le dice que no conocía el libro de Nietzsche y que había pensado en un primer momento que era una broma, pero que no duda que algo habrá en el libro que haya servido de inspiración. El 7 de septiembre de 1896 escribe a su amigo Max von Schillings contándole que la obra, cuya partitura completa contiene 108 páginas, había sido terminada hacia finales de agosto.
La inspiración para este poema sinfónico se encuentra en el libro Así habló Zaratustra. Un libro para todos y para nadie escrito por el filósofo Friedrich Nietzsche entre 1883 y 1885. Strauss ya había entrado en contacto y había explorado la obra de Nietzsche durante la composición de la ópera Guntram de 1894.

### Estreno y otras representaciones
La obra fue estrenada el 27 de noviembre de 1896 en Frankfurt por la orquesta de la ciudad. En el mismo concierto se interpretaron otros dos poemas sinfónicos: Prometeo de Franz Liszt y Rosmersholm de Gustav Brecher. Strauss escribió en una carta a Pauline sus impresiones tras el ensayo general para el estreno: «Zaratustra es glorioso, de lejos la más importante de todas mis obras, la más perfecta en forma, la más rica en contenido y la más individual en carácter...».
El 30 de noviembre, Arthur Nikisch dirigió la presentación de la obra en Berlín donde tuvo una gran acogida. El propio compositor dirigió la tercera interpretación de la pieza en Colonia. En 1920, Strauss presentó esta obra en el Teatro Colón de Buenos Aires con gran acogida del público.

## Instrumentación
La partitura está escrita para una gran orquesta formada por:
- Viento madera: 1 flautín, 3 flautas, 3 oboes, 1 corno inglés, 3 clarinetes en si bemol, 1 clarinete en mi bemol, 1 clarinete bajo en si bemol, 3 fagotes y 1 contrafagot.
- Viento metal: 6 trompas en fa, 4 trompetas en do y en fa, 3 trombones y 2 tubas.
- Percusión: timbales, bombo, platillos, triángulo, glockenspiel, campanas en mi.
- Tecla: órgano
- Cuerda: 16 violines I, 16 violines II, 12 violas, 12 violonchelos, 8 contrabajos y 2 arpas.

## Estructura y análisis
Como la mayoría de los poemas sinfónicos de Strauss, Así habló Zaratustra emplea unos enormes efectos orquestales. Sin embargo, proporciona un contraste con respecto a otras obras de Strauss con más fuerza narrativa en su despliegue de la orquesta llevado a cabo de una manera más hábil y sutil. Aquí los motivos transformables breves ocupan el lugar de las largas y sinuosas melodías que surgen en obras como Una vida de héroe de 1898. La relativa concisión de su material musical sugiere el intento por parte del compositor de reflejar la naturaleza y el carácter de su fuente literaria.

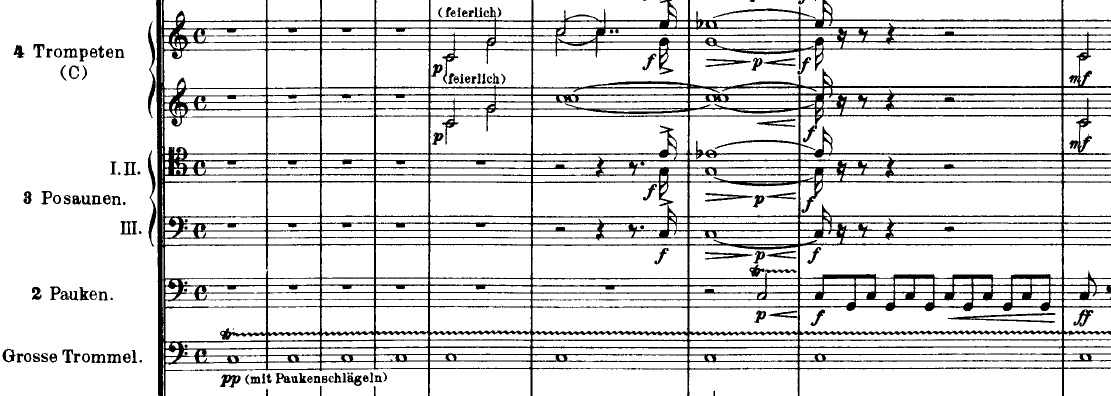
Primeros compases de la obra.

Una representación típica dura unos cuarenta minutos. En alguna ocasión se ha sugerido que esta obra contiene aspectos de las formas de sonata y rondó, pero ningún análisis estructural es sostenible sin hacer referencia al texto de Nietzsche. Se divide en nueve secciones interpretadas en tres momentos diferenciados. Strauss denominó las secciones en función de capítulos seleccionados del libro:

### I. «Einleitung, oder Sonnenaufgang» (Introducción o Amanecer)
Tema universalmente conocido, expuesto al principio por la trompeta. Representa la salida del sol (Sonnenaufgang) y juega con los modos mayor y menor. Termina con una afirmación del acorde de do mayor en el que el órgano se queda solo.

### II. «Von den Hinterweltlern» (De los trasmundanos)
Aproximadamente al minuto y medio. Se inicia con una cita del Credo in unum Deum gregoriano. Inmediatamente después de la introducción comienzan los contrabajos en trémolo, luego la trompa brinda una antesala a violas y violonchelos, quienes van transmitiendo el tema a todas las cuerdas. Tras un intenso momento, vuelve la calma y el tema muere con un pequeño solo de la viola. 

### III. «Von der großen Sehnsucht» (Del gran anhelo)
Aproximadamente al minuto 5:00. El arpa con un arpegio y un fino acorde de violines muestran un cambio repentino de la obra. Luego el corno inglés intenta recordar el tema de la introducción. Una abrupta intromisión de los contrabajos rompe la tensión y contagia la orquesta entera, se advierte la participación activa del órgano. La trompeta reexpone el tema de la introducción y se da una serie de trémolos ascendentes desde los contrabajos hasta los violines que culminan en una potente escala del flautín.

### IV. «Von den Freuden und Leidenschaften» (De las alegrías y de las pasiones)
Aproximadamente al minuto 6:30. Después de la escala del flautín, los violines en unísono con la trompa interpretan una larga melodía, mientras la orquesta tiende un tapete de agitación. Luego los violines se desprenden y continúan solos su camino hasta toparse con la enérgica intervención de los trombones, lo cual impulsa la resolución del episodio marcado por los trombones y algunos arpegios descendentes del arpa.

### V. «Das Grablied» (La canción de los sepulcros)
Aproximadamente al minuto 8:40. La atmósfera cambia, el oboe y después el corno inglés anuncian el nuevo episodio abriendo paso al solo del concertino, quien se funde con los demás violines interpretando una melodía en el registro agudo. Más adelante, la orquesta entra en una escena sombría hasta llegar a un pianissimo. Un solo de clarinete anuncia el final del episodio que culmina con un solo de violonchelo.

### VI. «Von der Wissenschaft» (De la ciencia)
Aproximadamente al minuto 11:00. Situados en un ambiente sombrío, los contrabajos inician una fuga lenta y en pianissimo, jugando con el tema principal de la introducción. Poco a poco, violonchelos y fagot se integran a la fuga. La atmósfera sombría se mantiene hasta ser interrumpida por arpegios de arpa y los violines en el registro agudo. Un solo del corno inglés con el tema de la introducción reanima a la orquesta con un forte que culmina el episodio.

### VII. «Der Genesende» (El convaleciente)
Aproximadamente al minuto 14:40. Un solo de trombón apoyado por violonchelos y contrabajos expone el tema de la fuga del episodio anterior, marcando así el inicio de este episodio con un intento de fuga. La agitación de la orquesta aumenta. Le sigue un tutti en fortissimo con el tema principal de la introducción de la obra. Acto seguido retorna un ambiente sombrío con el clarinete bajo y el contrafagot que dan paso a un juego de trinos en las maderas. Sobre ellos se enlazan una serie de diálogos entre el concertino y el violonchelo solista. A continuación una serie de unísonos y escalas de las cuerdas marcan el final del episodio.

### VIII. «Das Tanzlied» (La canción del baile)
Aproximadamente al minuto 20:00. La trompeta expone el tema de la introducción sobre una serie de trinos en las flautas. Es un pasaje calmado, luego jugando con el tema de la trompeta la cuerda da paso al principal solo de concertino que tiene la obra. El concertino apoyado por su compañero de atril; dicho solo a doble cuerda, es una especie de vals o danza. Más adelante el tema es desarrollado por toda la orquesta con predominio del concertino. Un tutti en fortissimo da fin al episodio y lo enlaza con el siguiente. 

### IX. «Nachtwandlerlied» (La canción del noctámbulo)
Aproximadamente al minuto 28:00. Doce campanadas señalan el comienzo del episodio. Estas van siendo amplificadas por la orquesta que poco a poco va llegando a la tranquilidad al acercarse al final de la obra. Culmina con un solo agudo de violín y flauta, acompañado del pizzicato de los contrabajos. La obra termina en un murmullo, contraponiendo los acordes de do mayor 5 dis (Divinidad, en los metales) y si mayor (Humanidad, en las flautas y violines).

## Arreglos
En 2022 la editorial alemana Edition Peters publicó una versión para ensemble de cámara de 13 músicos.

## En la cultura popular
Esta obra ha servido de inspiración a artistas musicales de diversos géneros para crear sus propias versiones. Tanto las adaptaciones como las interpretaciones de la pieza original han sido incluidas en bandas sonoras de películas, programas de televisión, videojuegos, etc.

### Adaptaciones
Elvis Presley solía usar un arreglo de esta obra como el tema de apertura de sus conciertos. Multitud de artistas musicales han hecho esto mismo en sus giras y conciertos, como la banda de nu metal Mudvayne. La banda de punk rock Green Day utilizó el pasaje como introducción de los conciertos de la gira para presentar el álbum American Idiot en 2005.
- 1968 – "River Deep – Mountain High", canción del álbum The Book of Taliesyn de Deep Purple al comienzo del cual se escucha un arreglo de la pieza, hecho por el tecladista Jon Lord, curiosamente, el album fue lanzado apenas unos meses después del lanzamiento de la película 2001: Una odisea del espacio.[13]
- 1972 – en el álbum Prelude del músico brasileño Eumir Deodato incluyó una versión moderna.[14]
- 1994 – "Da Capo", sencillo de Perplexer que lo utilizó como motivo.
- 1978 – "Space Fantasy", tema del álbum Kosmos del artista japonés de música electrónica Isao Tomita en el que hace una versión para sintetizador de los célebres temas de la Cabalgata de las valquirias de Wagner y del Amanecer de .[15]
- 2001 – Una versión del arreglo hecho por Deodato fue publicada en por la banda Mardi Gras Brass Band con Deodato como músico invitado.
- 2007 – Dream Theater, grupo de metal progresivo, interpretó una versión en vivo durante la gira promoción de su disco Systematic Chaos, Chaos in Motion 2007-2008, a modo de intro a sus presentaciones (Setlist).[16]

### Inclusión en bandas sonoras
- 1968 – 2001: Una odisea del espacio, película de Stanley Kubrick en la que se incluyeron los mundialmente famosos primeros compases de la pieza. Para el film se utilizó una grabación de la Filarmónica de Viena dirigida por Herbert von Karajan en 1959. No obstante, en el disco lanzado como banda sonora la grabación fue la de Karl Böhm con la Filarmónica de Berlín, grabada sólo un año antes de la de Karajan. En 1996 se lanzó un nuevo disco de la banda sonora del filme con la versión de Karajan remasterizada. A esta célebre inclusión de Así habló Zaratustra en el cine, le siguieron muchas otras en películas pertenecientes en su mayoría al género de comedia.

- 1976 – The Big Bus, película en la que suena mientras el Superbus de propulsión nuclear Cyclops sale a cámara lenta fuera del garaje.
- 1989 – Socios y sabuesos, film en el que suena acompañando la aparición del gran danés Hooch.
- 1995 – Married... with Children, serie en cuyo episodio 9x24 "Pump Fiction" aparece como banda sonora de la película de producción casera de Al Bundy titulada "Sheos", que en realidad sería "Shoes" o zapatos en inglés.
- 1999 – Toy Story 2, película animada en la que suena brevemente en una escena del inicio de la película, en un videojuego del personaje Buzz Lightyear, a medida que éste salta por una serie de plataformas flotantes circulares, que poco después se caen.
- 2002 – Futurama, serie animada en cuyo episodio 3x20 "Godfellas" suena mientras el robot Bender va a la deriva por el espacio convertido en un dios para unas criaturas viven en él.
- 2005 – Charlie y la fábrica de chocolate, película en la que suena durante la teletransportación de una enorme barra de chocolate.
- 2008 – WALL·E, película de animación en la que se oye mientras el capitán de la nave espacial se rebela contra la computadora de la nave.
- 2009 – Planeta 51, película de animación en la que se oye mientras el astronauta Chuck entra en el planeta supuestamente deshabitado y coloca la bandera "a la manera de Neil Armstrong".
- 2011 – The Amazing World of Gumball, serie en cuyo episodio "The World" se escucha al principio.
- 2013 – Teen Titans Go!, serie animada en cuyo episodio 1x16 "Parásito" se escucha al inicio.
- 2017 - Cars 3, película animada en la que se escucha durante un anuncio por megafonía que presenta la carrera de Thunderhollow.
- Los Simpson, serie de televisión animada, en la que se oye en diversos episodios, así como en la película de 2007.

### Otros
- Varios planetarios acompañan el inicio de su proyector de estrellas con el tema de apertura de la pieza.[17][18]
- El luchador estadounidense Ric Flair a lo largo de su carrera ha utilizado esta música como música de entrada.[19]
- En el videojuego Heroes of Might and Magic II de 1996 se utiliza la pieza como música de fondo.[20]
- En el videojuego とんでもクライシス! (Tondemo Kuraishisu!) o Incredible Crisis, de 1999 para PlayStation, la obra aparece como tema de apertura del juego. La interpretación corrió a cargo de la Tokyo Ska Paradise Orchestra.[21]

Asimismo la pieza se puede escuchar en muchos otros videojuegos.
- En la famosa carrera de las 24 Horas de Le Mans, se escucha para dar comienzo a la carrera.[cita requerida]
- En la serie Doraemon, en la parte final del episodio Vamos a ver un eclipse, se escucha la apertura de esta pieza.

## Discografía selecta
- 1944 – Richard Strauss, Orquesta Filarmónica de Viena (Preiser). Esta es la primera grabación de la obra. Fue una grabación de alta fidelidad experimental hecha en un Magnetophon grabador alemán. Más tarde se publicó en LP por Vanguard Records y en CD por diversos sellos discográficos.
- 1950 – Clemens Krauss, Orquesta Filarmónica de Viena (Decca/Testament)
- 1954 – Fritz Reiner, Orquesta Sinfónica de Chicago (RCA Victor). Fritz Reiner, amigo y colega de Strauss, realizó la primera grabación estereofónica de la pieza. En 2012 este álbum fue incluido en la lista de grabaciones sonoras americanas "cultural, histórica o estéticamente importantes" del Registro Nacional de Grabaciones de la Library of Congress.[22]
- 1958 – Karl Böhm, Orquesta Filarmónica de Berlín (Deutsche Grammophon)
- 1959 – Herbert von Karajan, Orquesta Filarmónica de Viena (Decca). Grabación utilizada en 2001: Una odisea del espacio.[4]
- 1971 – William Steinberg, Orquesta Sinfónica de Boston (Deutsche Grammophon)
- 1971 – Rudolf Kempe, Orquesta Estatal Sajona de Dresde
- 1973 – Herbert von Karajan, Orquesta Filarmónica de Berlín
- 1996 – Georg Solti, Orquesta Filarmónica de Berlín